# غنيمان
غنيمان قرية في ناحية جب الجراح التابعة لمنطقة المخرّم في محافظة حمص في سورية.